# Robbert van den Bergh (politicus)
Robbert (Rob) van den Bergh (Amsterdam, 3 augustus 1913 – aldaar, 28 augustus 1997) was een PvdA-politicus die stamde uit het joodse ondernemersgeslacht Van den Bergh.
Hij studeerde in 1939 cum laude af in de rechten aan de Universiteit van Amsterdam. Vervolgens begon hij een loopbaan als advocaat en procureur, maar deze loopbaan werd al snel afgebroken door het uitbreken van de Tweede Wereldoorlog.
Van den Bergh behoorde tot de Barneveldgroep. Als zodanig werd hij vanaf 1943 geïnterneerd in achtereenvolgens Barneveld, Kamp Westerbork en Concentratiekamp Theresienstadt, maar evenals de meesten uit deze groep overleefde hij de oorlog.
Van 1947-1965 was hij voor de PvdA lid van de gemeenteraad van Amsterdam. Van 1953-1965 vervulde hij er de functie van wethouder.
Ook was hij lid van de Provinciale Staten van Noord-Holland, van 1958-1970
Tweede Kamerlid was hij in 1963 en in de periode 1965-1971. Hier hield hij zich voornamelijk met justitie bezig. In 1971 bekleedde hij de post van minister van Financiën in het Schaduwkabinet-Den Uyl van PvdA, D66 en PPR.
Hij was daarnaast lid van de Raad van State in buitengewone dienst van 1972-1975 en gewoon lid van 1975-1983.
Hij vervulde diverse functies in de SER en in raden van advies en raden van commissarissen bij diverse ondernemingen.

## Gezin
Robbert van den Bergh was een zoon van George van den Bergh en Jeanette Elisabeth van Dantzig.
Hij trouwde tweemaal: in 1941 met Lotte Hauer en in 1968 met Anneke Tels.
- Biografisch Portaal: 84374864
- Parlement.com: vg09lkxxqmxt